# Smittia orizae
Smittia orizae är en tvåvingeart som först beskrevs av Pankratova 1950.  Smittia orizae ingår i släktet Smittia och familjen fjädermyggor. Inga underarter finns listade i Catalogue of Life.